# Okres Vsetín

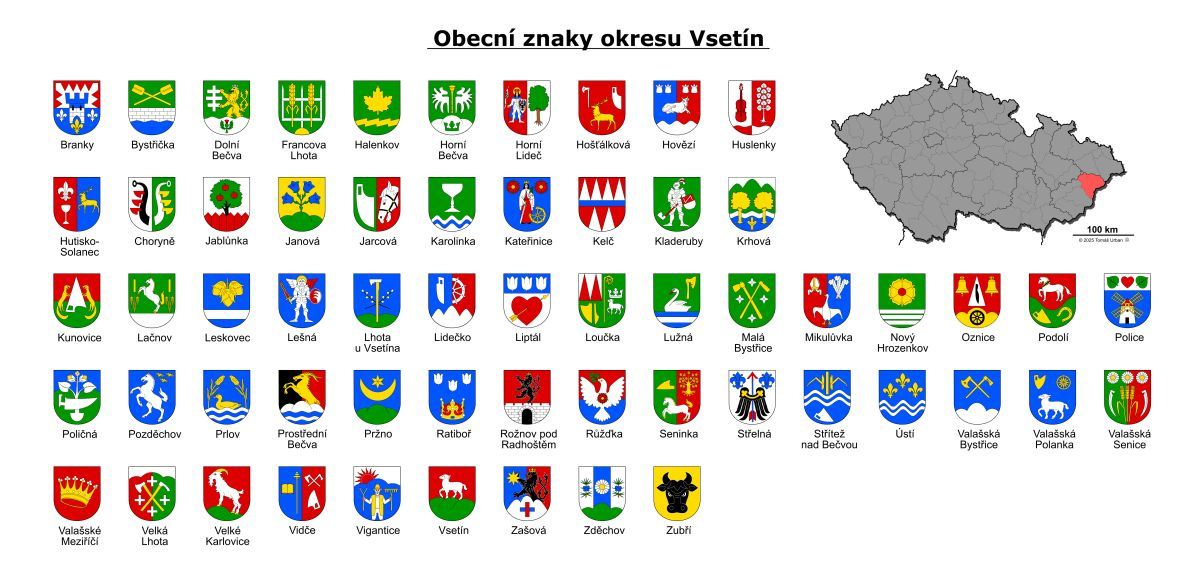
Přehled obecních znaků okresu Vsetín

Okres Vsetín je okres ve Zlínském kraji. Sídlem jeho dřívějšího okresního úřadu bylo město Vsetín.
V rámci kraje sousedí na západě s okresem Kroměříž a na jihozápadě s okresem Zlín. Dále pak sousedí na severovýchodě a severu s okresy Frýdek-Místek a Nový Jičín Moravskoslezského kraje a na severozápadě s okresem Přerov Olomouckého kraje. Z jihovýchodu je okres vymezen státní hranicí se Slovenskem.

## Struktura povrchu
K 1. lednu 2021 měl okres celkovou plochu 1 131 km², z toho:
- 35,68 % zemědělských pozemků, které z 38,93 % tvoří orná půda (13,89 % rozlohy okresu)
- 64,32 % ostatní pozemky, z toho 83,75 % lesy (53,87 % rozlohy okresu)

Svou rozlohou se jedná o největší ze čtyř okresů Zlínského kraje.

## Demografické údaje
Data k 31. prosinci 2022:
| Popis          | Celkem  | Ženy           | Muži           |
| -------------- | ------- | -------------- | -------------- |
| počet obyvatel | 142 180 | 72 295 50,85 % | 69 885 49,15 % |
| průměrný věk   | 43,3    | 44,9           | 41,6           |

- jedná se o druhý nejlidnatější okres Zlínského kraje
- hustota zalidnění: 125,7 ob./km²

### Zaměstnanost, Důchody
(2021)
| Pracovní síla                | 71 180 |
| Nezaměstnaní                 | 3 766  |
| Celková míra nezaměstnanosti | 3,49 % |
| Příjemci starobních důchodů  | 24 746 |

### Školství
(2003)
| Druh školy                     | Počet škol |
| ------------------------------ | ---------- |
| Mateřské školy                 | 75         |
| Základní školy                 | 65         |
| Gymnázia                       | 3          |
| Střední školy průmyslové školy | 10         |
| Střední odborná učiliště       | 9          |
| Vyšší odborné školy            | 2          |

### Zdravotnictví
(2021)
| Lékaři | 460 |
| Lůžka  | 646 |

### Zdroj
- Český statistický úřad

## Silniční doprava
Okresem prochází silnice I třídy I/35, I/49, I/56, I/57, I/58 a I/69.
Silnice II. třídy jsou II/150, II/437, II/439, II/481 a II/487.

## Železniční doprava
Okresem prochází železniční tratě : Ostrava – Valašské Meziříčí, Hranice na Moravě – Púchov, Horní Lideč – Bylnice, Kojetín – Valašské Meziříčí, Valašské Meziříčí – Rožnov pod Radhoštěm, Vizovice – Valašská Polanka, Vsetín – Velké Karlovice. 

## Seznam obcí a jejich částí
Města jsou uvedena tučně, městyse kurzívou, části obcí malince.
Branky •
Bystřička •
Dolní Bečva •
Francova Lhota (Pulčín) •
Halenkov •
Horní Bečva •
Horní Lideč •
Hošťálková •
Hovězí •
Huslenky •
Hutisko-Solanec (Hutisko • Solanec pod Soláněm) •
Choryně •
Jablůnka •
Janová •
Jarcová •
Karolinka •
Kateřinice •
Kelč (Babice • Komárovice • Lhota • Němetice) •
Kladeruby •
Krhová •
Kunovice •
Lačnov •
Leskovec •
Lešná (Jasenice • Lhotka nad Bečvou • Mštěnovice • Perná • Příluky • Vysoká) •
Lhota u Vsetína •
Lidečko •
Liptál •
Loučka (Lázy) •
Lužná •
Malá Bystřice •
Mikulůvka •
Nový Hrozenkov •
Oznice •
Podolí •
Police •
Poličná •
Pozděchov •
Prlov •
Prostřední Bečva •
Pržno •
Ratiboř •
Rožnov pod Radhoštěm •
Růžďka •
Seninka •
Střelná •
Střítež nad Bečvou •
Ústí •
Valašská Bystřice •
Valašská Polanka •
Valašská Senice •
Valašské Meziříčí (Bynina • Hrachovec • Juřinka • Krásno nad Bečvou • Lhota • Podlesí • Valašské Meziříčí) •
Velká Lhota (Malá Lhota) •
Velké Karlovice (Malé Karlovice) •
Vidče •
Vigantice •
Vsetín (Horní Jasenka • Rokytnice) •
Zašová (Veselá) •
Zděchov •
Zubří
Do konce roku 2020 spadaly do okresu Vsetín také obce Študlov a Valašské Příkazy, které jsou od začátku roku 2021 součástí okresu Zlín.

## Seznam správních obvodů obcí s rozšířenou působností
Okres se skládá ze tří správních obvodů obcí s rozšířenou působností, které jsou shodné se správními obvody obcí s pověřeným úřadem:
- Vsetín
- Valašské Meziříčí
- Rožnov pod Radhoštěm

## Řeky
- Bečva
- Vsetínská Bečva
- Rožnovská Bečva
- Juhyně
- Senice